# Sacubitrilo/valsartán
Sacubitril/valsartán, comercializado bajo la marca Entresto entre otras, es un medicamento combinado que se utiliza para la insuficiencia cardíaca con fracción de eyección reducida y que puede sustituir a un inhibidor de la ECA o a un bloqueador del receptor de angiotensina. Se toma por vía oral.

## Indicaciones
Sacubitril/valsartán en pacientes con insuficiencia cardíaca con fracción de eyección baja reduce las muertes cardiovasculares y las hospitalizaciones por insuficiencia cardíaca. Estos resultados no se encuentran en casos de fracción de eyección conservada, ni en la fase aguda de un infarto de miocardio con disfunción sistólica. Ayuda a reducir la gravedad de la insuficiencia mitral funcional en caso de disfunción sistólica.
Sacubitril/valsartán se puede utilizar en lugar de un inhibidor de la ECA o de un bloqueador del receptor de angiotensina en personas con insuficiencia cardíaca que tengan fracción de eyección del ventrículo izquierdo (FEVI) reducida. Se indica junto con otras terapias estándar (por ejemplo, betabloqueantes) para la insuficiencia cardíaca. Para investigar su uso en la insuficiencia cardíaca en pacientes con una FEVI preservada (HFpEF), Novartis financió el ensayo PARAGON-HF, que fue diseñado para investigar el uso de sacubitrilo/valsartán en el tratamiento de pacientes con insuficiencia cardíaca y una FEVI del 45 % o mayor. Al concluir en 2019, no logró demostrar reducir de manera significativa la hospitalización relacionada con insuficiencia cardíaca o reducir la muerte por causas cardiovasculares y, por lo tanto, parece mostrar un beneficio limitado para aquellos con insuficiencia cardíaca y FEVI preservada (ICFEp). 
Existe evidencia moderada que sugiere que el tratamiento de personas con insuficiencia cardíaca y FEVI preservada mediante ARM y inhibidor de la neprilisina (ARNI) puede reducir la tasa de personas hospitalizadas debido a insuficiencia cardíaca, sin embargo, no hay evidencia de que este tipo de tratamiento mejore la calidad de vida de la persona o la tasa de supervivencia debido a enfermedad cardiovascular. Faltan evidencias que respalden el uso de inhibidores de la ECA, ARA II o ARNI en personas con ICFEp, y la terapia farmacológica principal para la ICFEp sigue siendo el tratamiento de sus comorbilidades incluyendo la hipertensión u otros desencadenantes de descompensación cardiovascular. Los pacientes que presentan síntomas de insuficiencia cardíaca clase II o III de la NYHA y aún presentan síntomas a pesar de la dosis máxima tolerada de un inhibidor de la ECA o un ARA II solo, pueden ser considerados para una terapia dual con sacubitrilo/valsartán para disminuir el riesgo de mortalidad relacionada con enfermedades cardiovasculares y por mortalidad todas las otras causas. Hasta la fecha, sólo se han observado beneficios en términos de mortalidad en aquellos pacientes con FEVI inferior al 35%.

## Farmacología
El valsartán bloquea el receptor de angiotensina II tipo 1 (AT1). Este receptor se encuentra tanto en las células del músculo liso vascular como en las células de la zona glomerulosa de la glándula suprarrenal, que son responsables de la secreción de aldosterona. En ausencia de bloqueo de AT1, la angiotensina causa vasoconstricción directa y secreción de aldosterona suprarrenal. Luego actúa sobre las células tubulares distales del riñón para promover la reabsorción de sodio, lo que expande el volumen del líquido extracelular (LEC). El bloqueo de (AT1) provoca la dilatación de los vasos sanguíneos y la reducción del volumen del LEC.
Sacubitril/valsartán es sacubitril y valsartán cocristalizados, en una proporción molar de uno a uno. El complejo sacubitrilo/valsartán consta de seis aniones de sacubitrilo, seis dianiones de valsartán, 18 cationes de sodio y 15 moléculas de agua, lo que da como resultado la fórmula molecular C 288 H 330 N 36 Na 18 O 48 ·15H 2 O y una masa molecular de 5748,03 g/mol.
La sustancia es un polvo blanco formado por finas placas hexagonales. Es estable tanto en forma sólida como en solución acuosa (agua) con un pH de 5 a 7, y tiene un punto de fusión de aproximadamente 138 grados Celsius (280,4 °F).

## Efectos adversos
Los efectos secundarios más frecuentes son tensión arterial baja, tos, problemas renales y niveles elevados de potasio. Otro efecto secundario puede ser angioedema. Su uso durante el embarazo puede dañar al fetó. Contiene sacubitrilo, un inhibidor de la neprilisina, y valsartán, un bloqueador del receptor de angiotensina. A veces, esta combinación se conoce como «inhibidor de los receptores de angiotensina-neprilisina» (IRA).
El angioedema, una reacción rara pero más grave, puede ocurrir en algunos pacientes que usan la combinación [<1%] e implica hinchazón de la cara y los labios. El angioedema es más común en pacientes de raza negra (afroamericanos). No se debe tomar Sacubitril/Valsartan dentro de las 36 horas siguientes a un inhibidor de la enzima convertidora de angiotensina para reducir el riesgo de desarrollar angioedema.
El perfil de efectos secundarios en los ensayos de sacubitrilo/valsartán comparado con valsartán solo o enalapril, un inhibidor de la enzima convertidora de angiotensina, es muy similar, con una incidencia de hipotensión ligeramente mayor usando la combinación sacubitrilo/valsartán, un riesgo comparable para angioedema y una probabilidad de hipercalemia, insuficiencia renal y tos ligeramente menor.
El sacubitril es un profármaco que se activa a sacubitrilato (LBQ657) por desetilación a través de esterasas. El sacubitrilato inhibe la enzima neprilisina, una endopeptidasa neutra que degrada los péptidos vasoactivos, incluidos los péptidos natriuréticos, la bradicinina y la adrenomedulina. Por ese motivo, el sacubitrilo aumenta los niveles de estos péptidos, provocando la dilatación de los vasos sanguíneos y la reducción del volumen del LEC a través de la excreción de sodio.
A pesar de estas acciones, se ha demostrado que los inhibidores de la neprilisina tienen una eficacia limitada en el tratamiento de la hipertensión y la insuficiencia cardíaca cuando se toman por sí solos. Esto se atribuye a una reducción en la degradación enzimática de la angiotensina II debido a la reducción de la actividad de la neprilisina. Ello resulta en un aumento en los niveles sistémicos de angiotensina II y la negación de los efectos positivos de esta familia de fármacos en el tratamiento de enfermedades cardiovasculares.  Se ha demostrado que el tratamiento combinado con un inhibidor de la neprilisina y un inhibidor de la enzima convertidora de angiotensina (ECA) es eficaz para reducir los niveles de angiotensina II y ha demostrado superioridad en la reducción de la presión arterial en comparación con la inhibición de la ECA sola.  Sin embargo, debido a un aumento de las bradicininas por la inhibición tanto de la ECA como de la neprilisina, se produce un aumento de tres veces en el riesgo relativo de angioedema en comparación con la inhibición de la ECA sola después de este tratamiento combinado. Se ha demostrado que la combinación de un inhibidor de neprilisina con un bloqueador del receptor de angiotensina en lugar del inhibidor de la ECA tiene un riesgo comparable de angioedema, al tiempo que demuestra superioridad en el tratamiento de la insuficiencia cardíaca moderada a grave respecto del tratamiento con inhibidores de la ECA.
La neprilisina también juega un papel en la eliminación de la proteína beta amiloide del líquido cefalorraquídeo, y su inhibición por sacubitril ha demostrado aumentar los niveles de AB1-38 en sujetos sanos. Se considera que la beta amiloide contribuye al desarrollo de la enfermedad de Alzheimer, y existen preocupaciones de que el sacubitrilo pueda promover el desarrollo de la enfermedad de Alzheimer.  

## Historia
El sacubitril/valsartán fue aprobado para uso médico en los Estados Unidos y Europa en 2015.  Se aprobó en Australia en 2016[  En Estados Unidos cuesta unos 575 USD al mes a partir de 2021  Esta cantidad en el Reino Unido le cuesta al NHS unas 92 libras 